# 知らないカノジョ
『知らないカノジョ』（しらないカノジョ）は、2025年2月28日に公開された日本映画。監督は三木孝浩、主演は中島健人、ヒロイン役は本作が映画初出演となるシンガーソングライターのmilet。
本作は2019年に製作され、2021年に日本で公開されたフランスの映画『ラブ・セカンド・サイト はじまりは初恋のおわりから』を、現代日本を舞台に移してリメイクしたファンタジック・ラブストーリーとなっている。

## あらすじ
大学生で小説家志望の神林リクは、教授に取り上げられた小説のノートを奪還するため夜の校舎に忍び込み、成功するも警備員に見つかり追い回される。逃げ込んだ先の講堂で、歌手を目指す前園ミナミが隠れて弾き語りをしているところを見つけて一目惚れする。
警備員に見つかった2人は一緒に逃げ出し、ミナミは壊れた金網の抜け道からリクを逃がして分かれるが、リクは途中でノートを落としてしまっていた。だが、翌日ミナミがノートを届けてくれたことで2人は距離を縮め、交際に発展し後に結婚する。
それから8年後、リクが書いたSF小説「蒼龍戦記」はベストセラーとなり多忙になる一方、彼を支えるために歌手の夢を諦めざるを得なかったミナミとの関係は徐々にすれ違ってしまう。続編を執筆中のリクは、寂しさを抱えるミナミに冷たい言葉を投げかけてしまい、喧嘩になってしまう。
翌朝、リクが目を覚ますも家にミナミの姿はない。予定されていた打ち合わせのために出版社を訪れたリクだが、ヒット作家であるはずの自分が、なぜか皆から出版社の下っ端社員として扱われていることに戸惑う。
そんな中、街でシンガーソングライター・前園ミナミの巨大な広告を見かける。戸惑いの中、ファンにサイン中のミナミを見つけ出し対面するが、彼女からの「お名前は?」という言葉にショックを受ける。
リクはやがて「大学時代にミナミと出会わず彼女はスターダムを駆け上がり、自分はミナミのいちファンで、小説家になれず文芸部の編集部員になっている」という世界線にいることを理解する。ミナミとの関係を修復できれば元の世界線に戻れるのではと考え、大学からの親友で同じ会社に勤める梶原恵介にすべてを打ち明け、協力を得ることになる。
ミナミの祖母で認知症を患い老人ホームに入居している和江のもとを訪れたリクは、そこでミナミと出くわし暴走したファンだと誤解されるトラブルがありながらも、ライターとしてミナミの本を出すために密着取材するという名目でなんとか彼女の身近にいられることになった。
共に時間を過ごす2人の距離が近付く中で、リクはミナミのことをより深く知っていき、今までの彼女への態度を後悔するとともに、彼女との関係修復をより強く望むようになる。
だがミナミには、彼女を公私共に支えるプロデューサー・田所哲斗の存在があり、ミナミを自分の物にしておきたい田所からの横槍を受けたり、リクと同じ会社の週刊誌がミナミと田所に関するスキャンダル記事を発表したことで、関係が悪化してしまう。

## 登場人物
神林リク
演 - 中島健人
大学時代から執筆していたSF小説「蒼龍戦記」がベストセラーとなった作家。ある日、夢を諦め献身的にサポートしてくれていた妻のミナミに心ない言葉を投げかけ、喧嘩になる。
翌朝目覚めると、突如として文芸誌の一編集部員になってしまう。人気作家だった時のものはすべて失っており、ミナミとは知り合ってもいないことになっていた。
前園ミナミ
演 - milet
リクの妻。リクとは大学時代にお互いに一目惚れして結婚するが、歌手になりたいという夢は諦めていた。
リクとの喧嘩の翌日、天才シンガーソングライターとして活躍する世界におり、リクはファンの1人に過ぎない存在となっていた。
梶原恵介
演 - 桐谷健太
リクの親友。4回留年していたためリクより年上で、「カジさん」と呼ばれている。リクが別の世界線から来たという告白に最初は半信半疑だったが、彼が元の世界線に戻れるよう協力する。
金子ルミ
演 - 中村ゆりか
編集者になったリクが担当する新人作家。リクからのアドバイスを受けるうちに彼に好意を抱く。
春日研一
演 - 八嶋智人
出版社の編集長。編集者となったリクの上司。
小松みのり
演 - 円井わん
リクの先輩。編集者となったリクに振り回される。
田所哲斗
演 - 眞島秀和
アーティスト・前園ミナミのプロデューサーで恋人。ミナミへの独占欲が強く、リクから遠ざけようとする。
前園和江
演 - 風吹ジュン
ミナミの祖母。認知症を患っており、老人ホームに入居中。知ってか知らずか、別の世界線に現れたリクとミナミを再度結ぼうとするような発言をする。
大学教授
演 - 小手伸也
リクとミナミたちが通う慶明大学の教授。講義中にリクが書いていた小説のノートを没収する。
野々村
演 - 野間口徹
出版社の同僚。梶原が口を滑らせた内容を元にミナミと田所のスキャンダル記事を発表してしまう。
カナ
演 - 坂ノ上茜
梶原の妻で、同じ大学の学生でチア部だった。別の世界線ではペチカの散歩中に交通事故により亡くなっている。

## スタッフ
- 原作：Based on the film "Mon inconnue", directed by Hugo Gélin and written by Hugo Gélin, Igor Gotesman, and Benjamin Parent.[1][2][3]
- 監督：三木孝浩[1][2][3]
- 脚本：登米裕一、福谷圭祐[5]
- 音楽：mio-sotido[5]
- 主題歌：milet「I still」（ソニー・ミュージックレーベルズ）[8]
- 製作：依田巽、矢延隆生、中村浩子[5]
- エグゼクティブプロデューサー：小竹里美、臼井裕詞[5]
- プロデューサー：松下剛、玉井宏昌、宇田充[5]
- アソシエイトプロデューサー：山田実、長尾絵理[5]
- 撮影：小宮山充[5]
- 照明：加藤あやこ[5]
- 録音：石寺健一[5]
- 美術：YANG仁榮[5]
- 装飾：菊地香江、米澤拓哉[5]
- 編集：和田剛[5]
- スクリプター：古保美友紀[5]
- VFXスーパーバイザー：鎌田康介[5]
- 音響効果：井上奈津子[5]
- スタイリスト：望月恵[5]
- ヘアメイク：山井優、本田真理子[5]
- 助監督：清水勇気[5]
- 制作担当：相場貴和[5]
- ラインプロデューサー：鈴木嘉弘[5]
- 制作プロダクション：ドラゴンフライエンタテインメント、はちのじ
- 配給：ギャガ[5][3]
- 製作幹事：ギャガ、フジテレビジョン
- 製作：「知らないカノジョ」製作委員会[3]